# 出雲いりすの丘
出雲いりすの丘（いずもいりすのおか）は、島根県出雲市の湯の川温泉地区にある観光施設。2000年4月に開園し、斐川町（当時）、JA斐川町（現・JAしまね）と株式会社ファーム（本社・愛媛県西条市）の3者の出資による第三セクター企業「株式会社湯の川ファーム」が運営していた。2008年3月末を以て株式会社ファームが撤退し、以降の出資比率は斐川町75.5%、JA斐川町24.5%となっている。総面積26万2千m2で、かつては体験型農業テーマパークの施設が整っていたが、人材やノウハウを提供していたファームが撤退したことにより、温泉施設を残して大幅に規模を縮小した。湯の川ファームは、2009年3月末を以て解散した。

## 概要
- 所在地 - 島根県出雲市斐川町学頭3646-1

- 出雲市斐川町学頭 - 地理院地図
- 出雲市斐川町学頭 - Google マップ

- 交通
  - JR山陰本線荘原駅より徒歩約15分
  - 出雲空港、山陰自動車道宍道ICから車で約10分

## 施設

### 営業中
- 出雲いりすの丘 ひかわ美人の湯

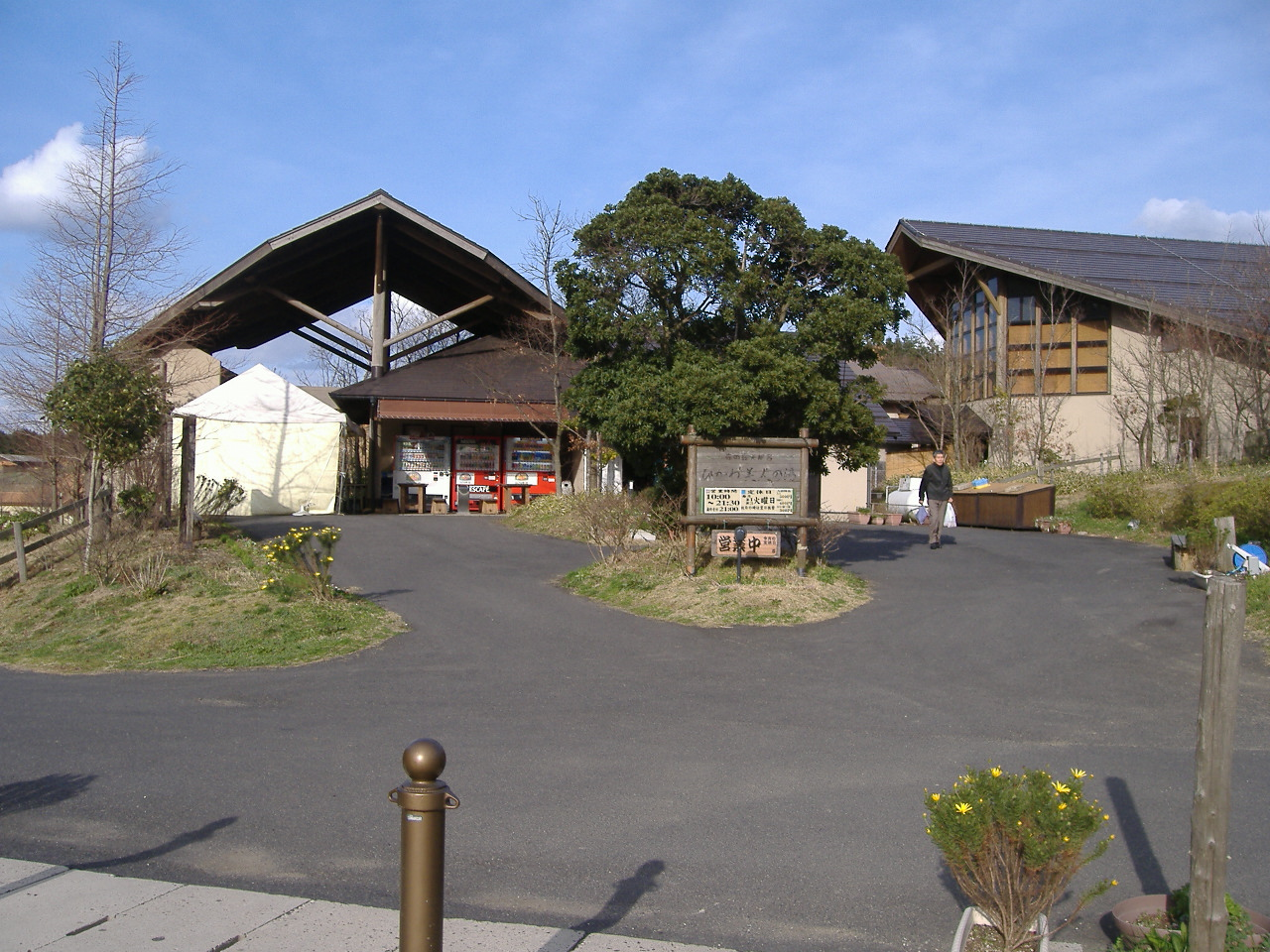
ひかわ美人の湯

日帰り温泉施設。湯の川温泉は和歌山県の龍神温泉、群馬県の川中温泉と並ぶ日本三美人の湯で知られる。本施設は内湯と、掛け流し浴槽や打たせ湯を備えた露天風呂を有する。運営企業である湯の川ファーム解散に伴い2009年3月末で一旦閉館したが、同年4月10日に株式会社MIしまねを新たな指定管理者として営業を再開した。
- 泉質 - ナトリウム・カルシウム - 硫酸塩・塩化物泉
- 料金 - 大人500円、子供300円、60歳以上400円
- 営業時間 - 10:00~21:00 毎月第1・3火曜定休（祝日は営業）
- 付帯施設 - 食堂、無料休憩所兼軽食コーナー、農産物直売所、特産品販売所

### かつて営業
- 味食の街

パンやソーセージの手作り体験が出来たほか、地発泡酒工房、乳製品工房、バーベキューハウス、イベント広場などがあった。
- 遊びの広場

動物ふれあい広場やゴーカートコース、足漕ぎボートのある池などがあった。
- 憩いと体験のエリア

乗馬体験や、鶏の産みたて卵拾い体験などが出来た。